# Mulde
El Mulde (pronunciación en alemán: /ˈmʊldə/ⓘ) o Mulda es un río de Alemania que cruza los estados federados de Sajonia y Sajonia-Anhalt. Es afluente del Elba y mide 124 km de longitud. Se forma por la confluencia del Zwickauer Mulde (que pasa por Zwickau) y del Freiberger Mulde (con Freiberg en sus orillas). Desde ahí, el río fluye hacia el norte por Sajonia-Anhalt, pasa por Dessau, la antigua capital de Anhalt, y vierte poco después al río Elba.